# Bankerna och skuldnätet (bok)
Bankerna och skuldnätet (engelska: The Web of Debt) är en bok från 2008 av den amerikanska författaren Ellen Brown, i vilken hon kritiskt analyserar Federal Reserve och den privata penningkartellen. Boken behandlar såväl nutidshistoria som historia ur ett bredare perspektiv, har tyngdpunkten på USA men beskriver också omdebatterade händelser i andra länder, och kryddas med citat från Trollkarlen från Oz. 

## Bokens budskap
Ellen Brown argumenterar i boken för att nuvarande banksystem där bankerna skapar pengar ur luft bör skrotas. Istället vill hon se ett system där centralbanken, i USA:s fall Federal Reserve, skapar nationens pengar i dess helhet. I boken föreslås också förbud eller beskattning av derivat, att en ny omgång internationella förhandlingar om det globala penningsystemet påbörjas, att den federala inkomstskatten avskaffas och att åtgärder vidtas mot riggning av de finansiella marknaderna. Av de nutida bankexemplen menar hon att Bank of North Dakota har en utmärkt modell, eftersom ränteintäkterna kommer delstaten till del. Invändningen att det skulle bli hyperinflation om staten via centralbanken fick makten att skapa alla pengarna i samhället menar hon är fel. En annan tes är att "guldlösningar" på penningfrågan, i form av guldstandard och dylikt, inte är någon lämplig strategi.

## Trollkarlen från Oz

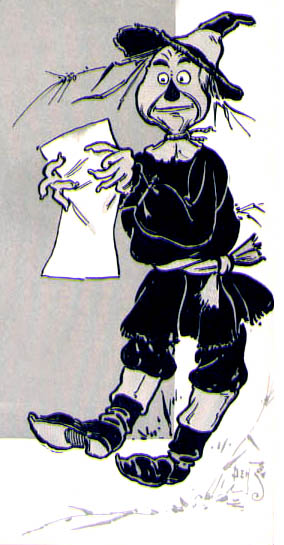
Fågelskrämman, som sägs symbolisera de amerikanska bönderna i allmänhet liksom, då han blir ledare i boken, även Abraham Lincoln

I Ellen Browns tolkning representerade häxorna i sagan den tidens storbankirer. Fågelskrämman representerade bönderna, Plåtman representerade industriarbetarna och Dorothy var den "arketypiska amerikanska flickan" (eller en vanlig amerikan helt enkelt). Det Fega Lejonet var ingen mindre än William Jennings Bryan. Trollkarlen och dennes marionett identifierar hon som Marcus Hanna och William McKinley. I sagan fick Dorothy veta att vägen till Smaragdstaden var belagd med "gula tegelstenar", vilket enligt Brown är en tydlig syftning på guldstandarden "som då boken skrevs var ett hett debattämne". Väl framme i Smaragdstaden så fick sällskapet veta att alla var tvungna att använda gröna glasögon fästade med ett guldspänne, vilket hon menar anspelar på gröna papperspengar bundna till guldstandarden. För att komma till sitt rum i Smaragdpalatset var Dorothy tvungen att gå genom "7 korridorer och uppför 3 trappor", vilket hon tolkar som en hänsyftning på "brottet av år 1873" då penningsystemet ändrades från bimetallism till en ren guldstandard (vilket krympte penningmängden drastiskt). Silverskorna, som skulle "slås ihop tre gånger", säger hon, representerade Populistpartiets lösning på penningfrågan dvs att utöka guldmyntfoten med mynt gjorda av silver.

## Ett svep över historien
Bokens huvudtema är en kritisk granskning av Federal Reserve och det amerikanska banksystemet. Denna granskning sker parallellt med en beskrivning av Federal Reserve och banksystemet generellt. Föregångarna till Federal Reserve, det hemliga mötet på Jekyll Island, Federal Reserve Act, koloniernas egna pengar med mera diskuteras ingående. De brittiska bankirernas finansiering av tre amerikanska krig betonas, liksom att krigen lett till hög inflation och statsskuld samt beviljandet av rättigheterna att köpa statsskulden till en privat "Bank of the United States", vilken i sin tur lämnat över makten att skapa pengarna till privata banker. Motståndet mot denna brittiska "bluffpoker" leddes i Browns tolkning av tre presidenter, Thomas Jefferson, Andrew Jackson och Abraham Lincoln. Förutom den penninghistorik som direkt berör USA ägnas också flera kapitel också åt utvecklingen i andra länder och regioner, inte minst då hon tar upp olika kända fall av hyperinflation. Den gemensamma nämnaren där är att hon menar att den officiella historieskrivningen är fel, det vill säga att hyperinflationen inte var statens fel. Medeltiden, som ofta beskrivs som en mörk tid, en tid av fattigdom med mera, var enligt Brown inte det. Tvärtom behövde vanliga arbetare bara jobba en liten del av året, resten av tiden kunde de använda för fritt valda aktiviteter. Folket åtnjöt frihet, utbildning, konst och ekonomisk trygghet. En bidragande orsak till att exempelvis Storbritannien blomstrade under denna tid var den valuta som staten tillhandahöll (tallystavar och mynt).

## Inflation och hyperinflation
Brown framhåller att den krypande inflationen som ofta skylls på staten och sedelpressen inte alls orsakas av att regeringen, eller regeringar i allmänhet, oansvarigt trycker upp pengar. Istället beror den på att bankerna expanderar penningmängden genom att de skapar mer pengar "ur luft", som de sen "lånar ut". När det gäller hyperinflation så säger traditionell ekonomisk teori, och mainstream-ekonomer, också att det är "statens fel". Detta stämmer inte heller, menar hon. Istället bör skulden läggas på utländska valutaspekulanter och "blankare". Bland annat diskuteras hyperinflationen i Tyskland 1923. Där menar hon att bakgrunden är att Reichsbank liksom Federal Reserve på den tiden övervakades av regeringstjänstemän, men att centralbanken ändå drevs för privat vinning under själva hyperinflationstiden. Den dramatiska devalveringen började enligt Brown strax efter Reichsbank privatiserades eller, som hon uttrycker det "levereras till privata investerare". Enligt Hjalmar Schacht, som hon delvis lutar sig mot i resonemanget, var det inte bara så att regeringen inte orsakade hyperinflationen - som kritiker till bankreform ofta hävdar. Utan det var dessutom regeringen som fick hyperinflationen under kontroll.  Detta skedde enligt Browns och Schachts tolkning genom att Reichsbank sattes under sträng reglering och genom att åtgärder vidtogs för att undanröja den utländska spekulationen. Brown tar också upp en rad andra exempel på hyperinflation, både från Europa (såsom Ukraina) och från andra delar av världen (såsom Zimbabwe).

## Finanskrisen
Bokens avslutande del beskriver finanskrisens inledande faser. Det hela började när investmentbanken Bear Stearns i juni 2007 tvingades stänga två av sina hedgefonder, vilka handlade med riskfyllda lån som buntats ihop med andra lån för att dölja risken, så kallade CDO:er och sedan sålts vidare. Nästa markanta steg mot krisen kom i januari 2008, då världens börser gjorde den värsta störtdykningen sen 11 september 2001.

## 13-punktsprogrammet
I slutet av boken presenteras ett 13-punktsprogram, där Brown sammanfattar vad hon ser som de viktigaste reformerna. Det är i korthet att
- Kongressen bör skapa den nationella valutan i alla dess former
- Federal Reserve och de megabanker som äger den bör utsättas för en oberoende revision
- alla banker som är betalningsoförmögna bör ställas under konkursförvaltning och till Kongressens förfogande
- det 16:e tillägget till konstitutionen (om inkomstskatt) bör upphävas
- Federal Reserve Act bör upphävas
- Det bör sker ett offentligt förvärv av ett nätverk av banker
- Utlåning baserad på fraktionella reserver bör förbjudas
- Finansdepartementet bör köpa tillbaks all utestående federal skuld med hjälp av nyutgivna sedlar
- Det sker en utgivning av en lagom mängd ny valuta varje år
- Offentlig utgivning av pengar som cirkulerar tillbaks till staten bör användas istället för skatter
- Derivat bör förbjudas (alternativt beskattas)
- En ny omgång internationella avtal bör påbörjas (där bland annat frågan om internationell varukorg, derivatförbud, blankning, *räntefria lån i global valuta och skuldavskrivning tas upp)
- Centrala reformer av det demokratiska systemet i USA också är prioriterat.